# Зудов, Вячеслав Дмитриевич
Вячесла́в Дми́триевич Зу́дов (8 января 1942, Бор, Горьковская область — 12 июня 2024) — лётчик-космонавт СССР. Герой Советского Союза. Полковник.

## Биография
Родился 8 января 1942 года в городе Бор Горьковской области (ныне — Нижегородской) в семье служащего. До 1949 года, юный Слава Зудов жил с матерью в населённых пунктах Горьковской (ныне - Нижегородской) области: в посёлке Шатки (ныне - административный центр Шатковского района), в селах: Паново Шатковского района, Казаково (ныне - Вачского района) и леревне Алфёрово (ныне - Балахнинского района).
В 1949 году семья переехала в город Электросталь (Московская область), где Вячеслав пошёл в школу. В 1960 году окончил среднюю школу № 3 города Электросталь и поступил в Балашовское высшее военное авиационное училище лётчиков. С 1963 года — служба в частях военно-транспортной авиации Советской Армии.
В 1965 году зачислен в отряд советских космонавтов. Прошёл полный курс космической подготовки и подготовки к полётам на космических кораблях типа «Союз». В 1970-е годы проходил подготовку к полётам на военной орбитальной станции типа «Алмаз». В июле и августе 1974 года входил в экипажи поддержки при полётах космических кораблей «Союз-14» и «Союз-15».
С 14 по 16 октября 1976 года вместе с Валерием Рождественским совершил полёт в космос в качестве командира космического корабля «Союз-23».
Программа полёта предусматривала работу на борту орбитальной станции «Салют-5», однако из-за нештатной работы системы сближения стыковку корабля и станции осуществить не удалось. При подходе к станции отказала система автоматической стыковки «Игла». Выполнение ручного причаливания было возможно с 1200 метров по сигнальным огням, но корабль находился на расстоянии более двух километров. Когда стало понятно, что рабочее тело двигателей израсходовано на манёвры, было принято решение возвращать корабль.
Спускаемый аппарат «Союз-23» произвёл посадку в 195 км юго-западнее Целинограда, впервые приводнившись в озеро Тенгиз. В условиях холодной погоды, ночи, снегопада, отсутствия связи с поисково-спасательной службой, истощённого ресурса системы жизнеобеспечения космонавты В. Рождественский и В. Зудов находились в спускаемом аппарате около 12 часов. Успешно эвакуировать его вместе с экипажем удалось лишь с помощью вертолёта. В поисково-спасательных операции непосредственное участие принимал представитель ЦПК И.В. Давыдов.
После полёта Зудов продолжил работу в Центре подготовки космонавтов имени Юрия Гагарина, являлся командиром группы отряда космонавтов.
В апреле 1980 года и в марте 1981 года входил в состав дублирующих экипажей при полётах космических кораблей «Союз-35» и «Союз Т-4». В 1980 году окончил Военно-воздушную академию имени Юрия Гагарина, затем Академию общественных наук при ЦК КПСС. В 1987—1991 — заместитель начальника политотдела ЦПК им. Гагарина. С 1992 — в отставке.
Умер 12 июня 2024 года в возрасте 82 лет. Церемония прощания и похороны состоялись 14 июня на Федеральном военном мемориальном кладбище Министерства обороны РФ в Мытищах.

## Воинские звания
- Лейтенант (23.10.1962).
- Старший лейтенант (4.11.1965).
- Капитан (25.11.1967).
- Майор (14.07.1970).
- Подполковник (21.02.1973).
- Полковник (5.11.1976).

## Награды
- Герой Советского Союза (Указ Президиума Верховного Совета СССР от 5 ноября 1976 года).
- Орден Ленина.
- Медаль «За заслуги в освоении космоса» (12 апреля 2011 года) — за большие заслуги в области исследования, освоения и использования космического пространства, многолетнюю добросовестную работу, активную общественную деятельность[6].
- Медаль «Двадцать лет Победы в Великой Отечественной войне 1941—1945 гг.».
- Медаль «50 лет Вооружённых Сил СССР».
- Медаль «В ознаменование 100-летия со дня рождения В. И. Ленина».
- Медаль «60 лет Вооружённых Сил СССР».
- Медаль «70 лет Вооружённых Сил СССР».
- Почётный диплом имени В. М. Комарова.
- Почётный гражданин Гагаринского района (Смоленская обл.)[7], городов Бор, Электросталь, Калуга (Россия), Аркалык, Ленинск, Джезказган (Казахстан).
- Заслуженный мастер спорта СССР (1977)